# Kanton Vincelles
Kanton Vincelles (fr. Canton de Vincelles) je francouzský kanton v departementu Yonne v regionu Burgundsko-Franche-Comté. Tvoří ho 36 obcí. Zřízen byl v roce 2015.

## Obce kantonu
| - Andryes - Charentenay - Coulangeron - Coulanges-la-Vineuse - Courson-les-Carrières - Druyes-les-Belles-Fontaines - Escamps - Escolives-Sainte-Camille - Étais-la-Sauvin - Fontenailles - Fontenoy - Fouronnes - Gy-l'Évêque - Irancy - Jussy - Lain - Lainsecq - Levis | - Merry-Sec - Migé - Molesmes - Mouffy - Moutiers-en-Puisaye - Ouanne - Sainpuits - Saint-Sauveur-en-Puisaye - Sainte-Colombe-sur-Loing - Saints-en-Puisaye - Sementron - Sougères-en-Puisaye - Taingy - Ouanne - Treigny - Val-de-Mercy - Ouanne - Vincelottes |